# Stjärnkörvel
Stjärnkörvel (Scandix stellata) är en flockblommig växtart som beskrevs av Joseph Banks och Daniel Carl Solander. Stjärnkörvel ingår i släktet nålkörvlar, och familjen flockblommiga växter. Arten förekommer tillfälligt i Sverige, men reproducerar sig inte.